# Квантова провідність
Квантова провідність — фізична величина, що характеризує провідність каналів транспортування електронів і визначається виразом:
{\displaystyle G_{0}={\frac {2e^{2}}{h}}} = 7.748091 729 … {\displaystyle \times 10^{-5}} См, де {\displaystyle e} — елементарний заряд, {\displaystyle h} — постійна Планка.
Квантову провідність мають вуглецеві нанотрубки.